# Mitra zilpha
Mitra zilpha är en snäckart som beskrevs av Dall 1927. Mitra zilpha ingår i släktet Mitra och familjen Mitridae. Inga underarter finns listade i Catalogue of Life.